# Gnaphosa opaca
Gnaphosa opaca es una especie de araña araneomorfa del género Gnaphosa, familia Gnaphosidae. Fue descrita científicamente por Herman en 1879.
Habita desde Europa hasta Asia Central.